# 5 juni
Den här artikeln handlar om datumet 5 juni. För den välkända händelsen med den ensamma mannen framför stridsvagnar nära himmelska fridens torg, se Den okände rebellen.
5 juni är den 156:e dagen på året i den gregorianska kalendern (157:e under skottår). Det återstår 209 dagar av året.

## Återkommande bemärkelsedagar

### Flaggdagar
- Danmark: Grundlagsdagen (till minne av undertecknandet av grundlagen denna dag 1849; firas som de facto men inte officiell nationaldag)

### FN-dagar
- Världsmiljödagen (temadag instiftad 1972, för att uppmärksamma miljöproblem, till minne av miljövårdskonferensen i Stockholm)

## Namnsdagar

### I den svenska almanackan
- Nuvarande – Bo
- Föregående i bokstavsordning
  - Bo – Namnet infördes på dagens datum 1901 och har funnits där sedan dess.
  - Bodil – Namnet infördes på dagens datum 1986, men flyttades 1993 till 26 januari, där det har funnits sedan dess.
  - Boel – Namnet har följt Bodil, genom att 1986 införas på dagens datum och 1993 flyttas till 26 januari.
  - Bonifatius – Namnet fanns, till minne av Bonifatius av Mainz ett missionerande helgon i Tyskland på 700-talet, på dagens datum fram till 1901, då det utgick.
  - Boris – Namnet infördes 1986 på 4 december. 1993 flyttades det till dagens datum och 2001 till 10 juni.
- Föregående i kronologisk ordning
  - Före 1901 – Bonifatius
  - 1901–1985 – Bo
  - 1986–1992 – Bo, Bodil och Boel
  - 1993–2000 – Bo och Boris
  - Från 2001 – Bo
- Källor
  - Brylla, Eva (red.): Namnlängdsboken, Norstedts ordbok, Stockholm, 2000. ISBN 91-7227-204-X
  - af Klintberg, Bengt: Namnen i almanackan, Norstedts ordbok, Stockholm, 2001. ISBN 91-7227-292-9

### Finlandssvenska almanackan
- Nuvarande från 1929[1] – Stig
- I föregående revideringar[a][2]
  - inga ändringar sedan 1929

## Händelser
- 1135 – Rikissa av Polen, som tidigare har varit gift med den svenske tronpretendenten i Västergötland Magnus Nilsson, blir ett år efter Magnus död omgift med furst Volodar av Minsk och äktenskapet resulterar fem år senare i dottern Sofia (som sedermera blir Danmarks drottning). Äktenskapet är ett strategidrag av Rikissas far kung Boleslav III av Polen, riktat mot alliansen mellan Magnus fiende, den nye danske kungen Erik Emune, och Volodars fiende, storfurst Vladimir II Monomach av Kiev. Efter att flera aktörer i konflikten några dagar senare har avlidit och furst Vladimirs ställning har försvagats finns det inte längre någon strategisk grund för äktenskapet, som därför upplöses med skilsmässa. 1148 gifts Rikissa med Sverker den äldre och blir därmed åter svensk drottning.
- 1257 – Kraków, i Polen, får stadsrättigheter.
- 1305 – Sedan påvestolen har stått tom i ett år väljs Raymond Bertrand de Got till påve och tar namnet Clemens V.
- 1316 – Den franske kungen Ludvig X dör av antingen lunginflammation eller pleurit, 26 år gammal. Han har vid tillfället inga söner, men hans hustru Clementia av Anjou är gravid vid tiden för hans död. Om det blir en son ska han efterträda Ludvig, men om det blir en dotter går hans tidigare döttrar före i tronföljden. I väntan på födseln utnämns därför hans bror Filip till regent. När Clemence den 15 november nedkommer med en son blir denne direkt vid födseln kung med namnet Johan I. Då han avlider redan den 20 november, efter bara fem dagar, lyckas Filip därefter utmanövrera Ludvigs döttrar och själv ta makten som fransk kung med namnet Filip V.
- 1849 – Kung Fredrik VII undertecknar en ny dansk grundlag,[3] vilken därmed träder i kraft samma dag. Genom denna avskaffas det nära 200 år gamla kungliga danska enväldet (som har varat sedan 1660) och Danmark blir en konstitutionell monarki. Grundlagen har sedan dess ändrats fyra gånger (1866, 1915, 1920 och 1953; senaste gången också undertecknad samma datum) och 5 juni firas därför numera som Danmarks inofficiella nationaldag.
- 1879 – Den strejk som den 26 maj utbryter vid Haeffners sågverk utanför Sundsvall, avslutas, sedan landshövding Curry Treffenberg har hotat de strejkande arbetarna med fängelse och andra straff, om de inte återupptar arbetet. Denna strejk, som räknas som Sveriges första i större skala och blir den mest omfattande under 1800-talet, får dock inte några nämnvärda konsekvenser för arbetarna (daglönen vid Tunadal höjs från 1,25 till 1,50 kronor och arbetstiden på lördagar begränsas till att sluta klockan 18.00 istället för 20.00 i Svartvik) och det dröjer ännu flera årtionden innan den gryende arbetarrörelsen organiserar sig i fackföreningar med strejkkassor, som leder till att de är bättre rustade att lyckas med en strejk.
- 1888 – Jordbävningen i Río de la Plata 1888.
- 1916 – Under ledning av emir Sharif Hussein ibn Ali av Mekka utbryter ett allmänt arabiskt uppror mot det Osmanska riket i provinsen Hijaz. Upproret, som får ekonomiskt stöd av britterna, pågår till första världskrigets slut 1918 och omfattar till slut omkring 70 000 araber, men målen med det uppnås bara delvis. Britterna har lovat att en hel arabisk stat ska upprättas på halvön och att den ska vara självständig från osmanerna. Efter kriget faller visserligen osmanska riket sönder och stora arabiska områden blir självständiga, men inte som ett gemensamt land, utan uppdelat på flera stater (flera dessutom som brittiska eller franska protektorat) enligt Sykes-Picot-avtalet, som i hemlighet sluts redan samma år (1916) mellan Storbritannien, Frankrike och Ryssland.
- 1947 – Den så kallade Marshallplanen, som är ett program för att ge ekonomiskt bidrag till Europa, för att återuppbygga kontinenten efter andra världskriget och har uppkallats efter den amerikanske utrikesministern George C. Marshall, inrättas vid ett möte mellan representanter för USA och flera europeiska stater. Ett annat syfte med planen är att förhindra spridandet av kommunismen från Sovjetunionen, vilket leder till att Sovjet och flera av de kommunistiska staterna i Östeuropa avböjer att ta del av det ekonomiska biståndet. Bidragen inleds i april 1948 och varar i fyra år; när programmet avslutas 1952 har samtliga deltagande länder (Västeuropa, däribland Sverige, samt Grekland och Turkiet) nått ekonomiska nivåer som överstiger de förkrigstida nivåerna.
- 1956 – Elvis Presley introducerar sin nya singel, "Hound Dog", på Milton Berle Showen, och skandaliserar publiken med sina suggestiva höftrörelser.
- 1959 – Singapores första regering installeras, två dagar efter att det partiella självstyret under Storbritannien har ändrats till fullt självstyre. Vid parlamentsvalet i maj har partiet People’s Action Party vunnit en jordskredsseger med 43 av parlamentets 51 platser och de kämpar vidare för att Singapore ska uppnå full självständighet, vilket man uppnår 1963.
- 1963 – Den brittiske försvarsministern John Profumo tvingas avgå efter den efter honom uppkallade Profumoaffären. Han har haft ett förhållande med strippan Christine Keeler, samtidigt som hon har haft en intim relation med den sovjetiske marinattachén i Storbritannien Eugene Ivanov. Man fruktar att detta kan ha lett till att försvarshemligheter kan ha läckt till Sovjetunionen. Profumo svär på att han inte har avslöjat något för Keeler, som hon ska ha kunnat föra vidare till Ivanov, men efter att han den 22 mars har ljugit för parlamentet och hävdat att han inte har haft något förhållande med Keeler har situationen blivit ohållbar för honom.
- 1967 – Israeliska trupper inleder det så kallade Sexdagarskriget mot grannstaterna Egypten, Syrien och Jordanien (understödda av Irak, Saudiarabien, Kuwait och Algeriet). Kriget varar, som namnet antyder, endast i sex dagar (till 10 juni), men blir en avgörande seger för Israel, som lyckas ockupera Västbanken, Gazaremsan, Golanhöjderna och Sinaihalvön. Efter kriget återlämnas Sinai till Egypten, men än idag (2025) står de övriga områdena under israelisk ockupation (även om Egypten inte hävdar några anspråk på Gaza och Jordanien sedan 1987 har avsagt sig anspråken på Västbanken).
- 1968 – Förre amerikanske presidenten John F. Kennedys bror Robert, som kandiderar till posten som demokratisk presidentkandidat i det amerikanska presidentvalet samma år, blir skjuten på Ambassador Hotel i Los Angeles och avlider av skadorna dagen därpå. Mördaren Sirhan Sirhan grips omedelbart och döms sedermera till döden för dådet (1972 omvandlat till livstids fängelse). Hans motiv är något oklara, men kan härröra sig från att den palestinsk-amerikanske Sirhan ogillar Kennedys Mellanösternpolitik.
- 1980 – M/S Estonia, då som "Viking Sally", har sin jungfrufärd. Hon är den näst största passagerarfärjan i Östersjön vid denna tid.[4]
- 1988 – Australiskan Kay Cottee anländer i sin slup First Lady till Sydneys hamn efter att på 189 dagar (sedan 29 november året innan) ha blivit den första kvinna i världen som har genomfört en ensamsegling jorden runt utan stopp. Hon mottas av jublande människomassor och blir senare under året utnämnd till Australian of the Year.
- 1989 – Efter att massakern på Himmelska fridens torg inträffat 4 juni, inträffar en välkänd händelse dagen efter. En ensam man ställer sig mitt framför stridsvagnar i närheten av torget. Han hindrar stridsvagnarna att komma ytterligare framåt under en längre tid. Det kommer att bli ett av de mest ikoniska fotografierna från 1900-talet någonsin. Han blev känd som Den okände rebellen. Den amerikanska tidskriften Time inkluderade i april 1998 den okände rebellen i sin lista över "de hundra mest inflytelserika personerna under 1900-talet". Ingen vet med säkerhet vad som hände med mannen sedan. Många teorier har florerat, bland annat att han ska ha blivit avrättad, att han gömt sig eller att han blev fängslad.
- 2004 – Det svenska damfotbollslaget Umeå IK vinner Uefa Women's Champions League för andra året i rad, genom att i finalen besegra 1. FFC Frankfurt med 8–0. Året före blev Umeå det första svenska lag, som vann tävlingen och dessa båda segrar är hittills de enda av ett svenskt lag.
- 2006 – Sedan Montenegro två dagar tidigare har utropat sin självständighet från federationen Serbien och Montenegro, gör Serbien denna dag samma sak, då man från serbisk sida erkänner Montenegros självständighet. Därmed upphör federationen i praktiken att existera, även om den formella upplösningen sker först 15 juni.
- 2007 – En lastbil kör in i ett tåg vid en plankorsning i Kerang i den australiska delstaten Victoria, varvid elva personer omkommer och 23 skadas allvarligt. Olyckan leder emellertid till att Victorias delstatsregering satsar över 33 miljoner dollar på att öka säkerheten vid plankorsningar mellan väg och järnväg i hela delstaten.

## Födda
- 1341 – Edmund av Langley, engelsk kungason och adelsman
- 1493 – Justus Jonas den äldre, tysk teolog
- 1553 – Bernardo Baldi, italiensk matematiker och diktare
- 1646 – Elena Cornaro Piscopia, italiensk matematiker, den första kvinna som erhöll doktorsgrad
- 1656 – Joseph Pitton de Tournefort, fransk botaniker
- 1660 – Sarah Churchill, engelsk adelsdam
- 1850 – Pat Garrett, amerikansk sheriff
- 1853 – Lucina Hagman, finländsk pedagog och skriftställare
- 1858 – Carl Swartz, svensk högerpolitiker och fabrikör, Sveriges statsminister 1917
- 1862 – Allvar Gullstrand, svensk ögonläkare och uppfinnare, professor i oftalmologi, mottagare av Nobelpriset i fysiologi eller medicin 1911
- 1868 – William W. Brandon, amerikansk demokratisk politiker, guvernör i Alabama 1923–1927
- 1878 – Pancho Villa, mexikansk general och revolutionär
- 1883 – John Maynard Keynes, brittisk nationalekonom, filosof och sannolikhetsteoretiker
- 1886 – Toivo Mikael Kivimäki, finländsk politiker, Finlands statsminister 1932–1936
- 1898 – Federico García Lorca, spansk författare och dramatiker
- 1900 – Dennis Gabor, ungersk-brittisk fysiker, mottagare av Nobelpriset i fysik 1971
- 1909 – Marion Crawford, brittisk barnflicka, anställd av brittiska kungafamiljen
- 1911 – Helga Hallén, svensk skådespelare
- 1914 – Rose Hill, brittisk skådespelare och operasångare (sopran)
- 1915 – Miroslav Filipović, kroatisk extremnationalist och krigsförbrytare, medlem av organisationen Ustaša
- 1918 – Gunnar Helén, svensk folkpartistisk politiker, Folkpartiets partiledare 1969–1975, landshövding i Kronobergs län 1965–1969 och i Stockholms län 1977–1984
- 1919
  - Lennart Hellsing, svensk barnboksförfattare och översättare
  - Richard Scarry, amerikansk barnboksförfattare och illustratör
- 1920 – Cornelius Ryan, amerikansk krigskorrespondent och författare
- 1926 – Peter G. Peterson, amerikansk republikansk politiker och företagsledare, USA:s handelsminister 1972–1973
- 1931 – Jacques Demy, fransk regissör
- 1939 – Margaret Drabble, brittisk författare
- 1944 – Lis Nilheim, svensk skådespelare
- 1946 – Pelle Seth, svensk reklamtecknare, filmare, manusförfattare och regissör
- 1947 – Laurie Anderson, amerikansk musiker
- 1949 – Ken Follett, brittisk författare
- 1952 – Nicko McBrain, brittisk musiker, trumslagare i gruppen Iron Maiden
- 1957 – Charles Falk, svensk kapellmästare, pianist, kompositör, arrangör och skådespelare
- 1961 – Mary Kay Bergman, amerikansk röstskådespelare
- 1963 – Johan Rheborg, svensk komiker, skådespelare och manusförfattare, medlem i humorgruppen Killinggänget
- 1971 – Mark Wahlberg, amerikansk skådespelare, artist, sångare och musiker med artistnamnet Marky Mark
- 1972 – Anna-Carin Ahlquist, svensk bordtennisspelare
- 1976
  - Takayuki Suzuki, japansk fotbollsspelare
  - Maria Fontosh, svensk operasångare
- 1977 – Liza Weil, amerikansk skådespelare
- 1979 – Pete Wentz, amerikansk musiker, basist, bakgrundssångare och textförfattare i gruppen Fall Out Boy
- 1980
  - Karol Križan, slovakisk ishockeymålvakt
  - Karl Martindahl, svensk popsångare
- 1981 – Sébastien Lefebvre, kanadensisk musiker, gitarrist och bakgrundssångare i gruppen Simple Plan

## Avlidna
- 1226 – Henrik Burwin II, furste av Mecklenburg i Rostock
- 1296 – Edmund Krokrygg, engelsk prins
- 1316 – Ludvig X, kung av Navarra och av Frankrike
- 1568
  - Lamoraal Egmont, nederländsk general och statsman
  - Philippe II, nederländsk krigare och statsman, greve av Hoorn
- 1612 – Hans Leo Hassler, tysk tonsättare, organist, urmakare och affärsman
- 1653 – Federico Cornaro, italiensk kardinal
- 1667 – Pietro Sforza Pallavicino, italiensk kardinal och historiker
- 1826 – Carl Maria von Weber, tysk kompositör
- 1860 – Samuel D. Ingham, amerikansk politiker, USA:s finansminister
- 1872 – Nils Strindlund, svensk politiker, bondeståndets talman
- 1896 – Josiah Begole, amerikansk politiker, guvernör i Michigan
- 1906 – Eduard von Hartmann, tysk filosof
- 1912 – George S. Nixon, amerikansk republikansk politiker, senator för Nevada
- 1916 – Herbert Kitchener, brittisk fältmarskalk, Storbritanniens krigsminister
- 1920 – Frank Moss, amerikansk jurist, författare och politisk aktivist
- 1930
  - Jacques Hermant, fransk arkitekt
  - Eric Lemming, svensk friidrottare
- 1952 – Gustaf Bergman, svensk operasångare, skådespelare, teaterchef, manusförfattare och operaregissör
- 1965 – Wilhelm, svensk prins, författare och dokumentärfilmare
- 1975 – Margherita Cagol, italiensk terrorist
- 1977 – Gunnar Wersén, svensk sångtextförfattare, dramatiker och radioman
- 1978 – Joseph Montoya, amerikansk demokratisk politiker, senator för New Mexico
- 1982 – Olle Hellbom, svensk regissör och filmproducent, mest känd för filmatiseringar av Astrid Lindgrens böcker
- 1990 – Nils Brandt, finlandssvensk skådespelare, i Sverige mest känd i rollen som Rocky i filmerna om Jönssonligan
- 1999 – Mel Tormé, amerikansk jazzsångare, kompositör och sångförfattare
- 2002 – Dee Dee Ramone, amerikansk musiker, basist i gruppen The Ramones
- 2004
  - Claude Marchant, amerikansk-svensk koreograf och dansare
  - Ronald Reagan, amerikansk skådespelare och republikansk politiker, guvernör i Kalifornien, USA:s president 1981-1989
  - Bengt Öste, svensk journalist och nyhetsankare
- 2007 – Povel Ramel, svensk friherre, text- och revyförfattare samt kompositör, pianist, sångare och komiker
- 2008 – Eugenio Montejo, venezuelansk författare
- 2009 – Baciro Dabó, guinea-bissauisk politiker, presidentkandidat 2009
- 2012
  - Ray Bradbury, amerikansk författare
  - Jan Eyron, svensk pianist och dirigent
- 2014
  - Rolf Hachmann, tysk arkeolog och förhistoriker
  - Johnny Leach, brittisk bordtennisspelare
  - Reiulf Steen, norsk socialdemokratisk politiker, Arbeiderpartiets ordförande
- 2016 – Gianluca Buonanno, italiensk politiker, ledamot av deputeradekammaren 2008–2014 och ledamot av Europaparlamentet 2014–2016
- 2017 – Cheick Tioté, ivoriansk fotbollsspelare
- 2023 – Astrud Gilberto, brasiliansk sångerska[5]